# Wereldkampioenschap superbike van Spielberg 1999
Het wereldkampioenschap superbike van Spielberg 1999 was de tiende ronde van het wereldkampioenschap superbike en de negende ronde van het wereldkampioenschap Supersport 1999. De races werden verreden op 29 augustus 1999 op de A1 Ring nabij Spielberg, Oostenrijk.

## Superbike

### Race 1
| Pos | Nr  | Rijder                | Constructeur | Rondes | Tijd         | Grid | Punten |
| --- | --- | --------------------- | ------------ | ------ | ------------ | ---- | ------ |
| 1   | 5   | Colin Edwards         | Honda        | 25     | 43:03.055    | 1    | 25     |
| 2   | 1   | Carl Fogarty          | Ducati       | 25     | +20.964      | 2    | 20     |
| 3   | 22  | Vittoriano Guareschi  | Yamaha       | 25     | +1:12.145    | 8    | 16     |
| 4   | 33  | Robert Ulm            | Kawasaki     | 25     | +1:40.332    | 12   | 13     |
| 5   | 6   | Gregorio Lavilla      | Kawasaki     | 25     | +2:05.348    | 9    | 11     |
| 6   | 68  | Brian Morrison        | Yamaha       | 24     | +1 ronde     | 19   | 10     |
| 7   | 55  | Mauro Lucchiari       | Yamaha       | 24     | +1 ronde     | 17   | 9      |
| 8   | 39  | Alessandro Gramigni   | Yamaha       | 24     | +1 ronde     | 20   | 8      |
| 9   | 27  | Frédéric Protat       | Ducati       | 24     | +1 ronde     | 16   | 7      |
| 10  | 19  | Lucio Pedercini       | Ducati       | 23     | +2 ronden    | 14   | 6      |
| 11  | 23  | Jiří Mrkývka          | Ducati       | 23     | +2 ronden    | 25   | 5      |
| 12  | 67  | Anton Rechberger      | Suzuki       | 23     | +2 ronden    | 29   | 4      |
| 13  | 18  | Carlos Macias Perdomo | Ducati       | 22     | +3 ronden    | 24   | 3      |
| DNF | 11  | Troy Corser           | Ducati       | 23     | Ongeluk      | 7    |        |
| DNF | 111 | Aaron Slight          | Honda        | 22     | Ongeluk      | 4    |        |
| DNF | 21  | Katsuaki Fujiwara     | Suzuki       | 21     | Ongeluk      | 11   |        |
| DNF | 38  | Lance Isaacs          | Ducati       | 21     | Ongeluk      | 22   |        |
| DNF | 70  | Giovanni Bussei       | Suzuki       | 16     | Ongeluk      | 18   |        |
| DNF | 16  | Andreas Meklau        | Ducati       | 16     | Uitgevallen  | 5    |        |
| DNF | 74  | Ali Guettouche        | Ducati       | 14     | Ongeluk      | 28   |        |
| DNF | 29  | Roger Kellenberger    | Honda        | 13     | Ongeluk      | 23   |        |
| DNF | 7   | Pierfrancesco Chili   | Suzuki       | 12     | Ongeluk      | 6    |        |
| DNF | 9   | Peter Goddard         | Aprilia      | 9      | Uitgevallen  | 13   |        |
| DNF | 15  | Igor Jerman           | Kawasaki     | 8      | Ongeluk      | 15   |        |
| DNF | 40  | Giuliano Sartoni      | Ducati       | 6      | Ongeluk      | 27   |        |
| DNF | 41  | Noriyuki Haga         | Yamaha       | 2      | Ongeluk      | 10   |        |
| DNF | 24  | Vladimír Karban       | Suzuki       | 1      | Uitgevallen  | 26   |        |
| DNF | 47  | Johann Wolfsteiner    | Kawasaki     | 1      | Uitgevallen  | 21   |        |
| DNS | 4   | Akira Yanagawa        | Kawasaki     | 0      | Niet gestart | 3    |        |

### Race 2
| Pos | Nr  | Rijder                | Constructeur | Rondes | Tijd         | Grid | Punten |
| --- | --- | --------------------- | ------------ | ------ | ------------ | ---- | ------ |
| 1   | 7   | Pierfrancesco Chili   | Suzuki       | 25     | 46:40.235    | 6    | 25     |
| 2   | 11  | Troy Corser           | Ducati       | 25     | +17.746      | 7    | 20     |
| 3   | 111 | Aaron Slight          | Honda        | 25     | +38.188      | 4    | 16     |
| 4   | 1   | Carl Fogarty          | Ducati       | 25     | +1:11.822    | 2    | 13     |
| 5   | 29  | Roger Kellenberger    | Honda        | 25     | +1:17.294    | 23   | 11     |
| 6   | 70  | Giovanni Bussei       | Suzuki       | 25     | +1:29.050    | 18   | 10     |
| 7   | 16  | Andreas Meklau        | Ducati       | 25     | +1:30.559    | 5    | 9      |
| 8   | 5   | Colin Edwards         | Honda        | 25     | +1:41.560    | 1    | 8      |
| 9   | 55  | Mauro Lucchiari       | Yamaha       | 25     | +1:45.434    | 17   | 7      |
| 10  | 68  | Brian Morrison        | Yamaha       | 25     | +1:52.503    | 19   | 6      |
| 11  | 33  | Robert Ulm            | Kawasaki     | 24     | +1 ronde     | 12   | 5      |
| 12  | 15  | Igor Jerman           | Kawasaki     | 24     | +1 ronde     | 15   | 4      |
| 13  | 27  | Frédéric Protat       | Ducati       | 24     | +1 ronde     | 16   | 3      |
| 14  | 24  | Vladimír Karban       | Suzuki       | 23     | +2 ronden    | 26   | 2      |
| 15  | 38  | Lance Isaacs          | Ducati       | 23     | +2 ronden    | 22   | 1      |
| 16  | 67  | Anton Rechberger      | Suzuki       | 22     | +3 ronden    | 29   |        |
| 17  | 18  | Carlos Macias Perdomo | Ducati       | 22     | +3 ronden    | 24   |        |
| DNF | 22  | Vittoriano Guareschi  | Yamaha       | 17     | Ongeluk      | 8    |        |
| DNF | 41  | Noriyuki Haga         | Yamaha       | 11     | Ongeluk      | 10   |        |
| DNF | 6   | Gregorio Lavilla      | Kawasaki     | 8      | Ongeluk      | 9    |        |
| DNF | 74  | Ali Guettouche        | Ducati       | 6      | Uitgevallen  | 28   |        |
| DNF | 40  | Giuliano Sartoni      | Ducati       | 6      | Uitgevallen  | 27   |        |
| DNF | 19  | Lucio Pedercini       | Ducati       | 5      | Ongeluk      | 14   |        |
| DNF | 23  | Jiří Mrkývka          | Ducati       | 4      | Uitgevallen  | 25   |        |
| DNF | 21  | Katsuaki Fujiwara     | Suzuki       | 2      | Ongeluk      | 11   |        |
| DNF | 39  | Alessandro Gramigni   | Yamaha       | 2      | Uitgevallen  | 20   |        |
| DNF | 9   | Peter Goddard         | Aprilia      | 0      | Ongeluk      | 13   |        |
| DNS | 4   | Akira Yanagawa        | Kawasaki     | 0      | Niet gestart | 3    |        |
| DNS | 47  | Johann Wolfsteiner    | Kawasaki     | 0      | Niet gestart | 21   |        |

## Supersport
| Pos | Nr | Rijder                | Constructeur | Rondes | Tijd                | Grid | Punten |
| --- | -- | --------------------- | ------------ | ------ | ------------------- | ---- | ------ |
| 1   | 21 | Jörg Teuchert         | Yamaha       | 23     | 44:52.385           | 2    | 25     |
| 2   | 22 | Christian Kellner     | Yamaha       | 23     | +8.992              | 6    | 20     |
| 3   | 8  | Wilco Zeelenberg      | Yamaha       | 23     | +13.615             | 12   | 16     |
| 4   | 12 | Iain MacPherson       | Kawasaki     | 23     | +15.031             | 3    | 13     |
| 5   | 7  | Piergiorgio Bontempi  | Yamaha       | 23     | +16.593             | 4    | 11     |
| 6   | 20 | Werner Daemen         | Yamaha       | 23     | +16.621             | 22   | 10     |
| 7   | 17 | Pere Riba             | Honda        | 23     | +20.509             | 9    | 9      |
| 8   | 50 | Andrea Giachino       | Suzuki       | 23     | +20.998             | 35   | 8      |
| 9   | 46 | Mauro Sanchini        | Suzuki       | 23     | +34.150             | 31   | 7      |
| 10  | 16 | Sébastien Charpentier | Honda        | 23     | +36.026             | 18   | 6      |
| 11  | 82 | Michael Wohner        | Yamaha       | 23     | +52.421             | 13   | 5      |
| 12  | 55 | Michele Malatesta     | Ducati       | 23     | +1:23.639           | 36   | 4      |
| 13  | 91 | Larry Pegram          | Ducati       | 23     | +1:26.881           | 29   | 3      |
| 14  | 70 | Igor Antonelli        | Yamaha       | 23     | +1:28.268           | 15   | 2      |
| 15  | 6  | Cristiano Migliorati  | Suzuki       | 23     | +1:47.865           | 10   | 1      |
| 16  | 31 | Vittorio Iannuzzo     | Yamaha       | 22     | +1 ronde            | 21   |        |
| 17  | 81 | Franz Haslinger       | Yamaha       | 19     | +4 ronden           | 28   |        |
| DNF | 19 | Walter Tortoroglio    | Suzuki       | 20     | Ongeluk             | 16   |        |
| DNF | 24 | Francesco Monaco      | Ducati       | 20     | Uitgevallen         | 23   |        |
| DNF | 56 | Fabien Foret          | Yamaha       | 17     | Ongeluk             | 32   |        |
| DNF | 43 | Norino Brignola       | Bimota       | 13     | Ongeluk             | 27   |        |
| DNF | 5  | Massimo Meregalli     | Yamaha       | 9      | Ongeluk             | 5    |        |
| DNF | 26 | Roberto Teneggi       | Ducati       | 7      | Ongeluk             | 11   |        |
| DNF | 25 | William Costes        | Honda        | 5      | Uitgevallen         | 25   |        |
| DNF | 79 | Thomas Hinterreiter   | Kawasaki     | 4      | Ongeluk             | 20   |        |
| DNF | 35 | Christophe Cogan      | Yamaha       | 4      | Uitgevallen         | 24   |        |
| DNF | 1  | Fabrizio Pirovano     | Suzuki       | 3      | Ongeluk             | 7    |        |
| DNF | 69 | Serafino Foti         | Ducati       | 2      | Ongeluk             | 33   |        |
| DNF | 18 | Camillo Mariottini    | Kawasaki     | 2      | Ongeluk             | 30   |        |
| DNF | 27 | Roberto Panichi       | Bimota       | 1      | Ongeluk             | 17   |        |
| DNF | 52 | James Toseland        | Honda        | 0      | Ongeluk             | 19   |        |
| DNF | 3  | Stéphane Chambon      | Suzuki       | 0      | Ongeluk             | 8    |        |
| DNF | 80 | Christian Zaiser      | Honda        | 0      | Ongeluk             | 14   |        |
| DNF | 73 | Horst Saiger          | Yamaha       | 0      | Ongeluk             | 34   |        |
| DNF | 23 | Rubén Xaus            | Yamaha       | 0      | Ongeluk             | 1    |        |
| DNS | 34 | Yves Briguet          | Suzuki       | 0      | Niet gestart        | 26   |        |
| DNS | 99 | Eric Mahé             | Yamaha       | 0      | Niet gestart        | 37   |        |
| DNQ | 48 | Felisberto Teixeira   | Honda        | 0      | Niet gekwalificeerd |      |        |
| DNQ | 42 | David Checa           | Ducati       | 0      | Niet gekwalificeerd |      |        |
| DNQ | 37 | Marco Borciani        | Honda        | 0      | Niet gekwalificeerd |      |        |
| DNQ | 57 | Fabio Carpani         | Ducati       | 0      | Niet gekwalificeerd |      |        |
| DNQ | 33 | Luca Conforti         | Kawasaki     | 0      | Niet gekwalificeerd |      |        |
| DNQ | 49 | Mario Innamorati      | Ducati       | 0      | Niet gekwalificeerd |      |        |

## Tussenstanden na wedstrijd

### Superbike
| Pos | Nr  | Rijder         | Team     | Punten |
| --- | --- | -------------- | -------- | ------ |
| 1   | 1   | Carl Fogarty   | Ducati   | 363    |
| 2   | 11  | Troy Corser    | Ducati   | 302    |
| 3   | 5   | Colin Edwards  | Honda    | 301    |
| 4   | 111 | Aaron Slight   | Honda    | 252    |
| 5   | 4   | Akira Yanagawa | Kawasaki | 215    |

### Supersport
| Pos | Nr | Rijder               | Team     | Punten |
| --- | -- | -------------------- | -------- | ------ |
| 1   | 3  | Stéphane Chambon     | Suzuki   | 126    |
| 2   | 7  | Piergiorgio Bontempi | Yamaha   | 116    |
| 3   | 21 | Jörg Teuchert        | Yamaha   | 89     |
| 4   | 22 | Christian Kellner    | Yamaha   | 88     |
| 5   | 12 | Iain MacPherson      | Kawasaki | 80     |

1988 · 1989 · 1990 · 1991 · 1992 · 1993 · 1994 · 1997 · 1998 · 1999